# Championnat de France FFSA GT 2003
Navigation
édition précédente édition suivante
Le Championnat de France FFSA GT 2003 est la troisième édition du championnat.

## Engagés
| Équipe | Voiture | No. | Pilote | Cat. | Manches |
| ------ | ------- | --- | ------ | ---- | ------- |

| Icône | Catégorie |
| ----- | --------- |
|       |           |

## Calendrier de la saison 2003
| Manche | Manche | Date         | Meeting                                                         | Circuit                       | Lieu        | Région/Pays                  |
| ------ | ------ | ------------ | --------------------------------------------------------------- | ----------------------------- | ----------- | ---------------------------- |
| 1      | C1     | 20 avril     | Super Série FFSA Nogaro / Coupes de Pâques Aurore               | Circuit Paul Armagnac         | Nogaro      | Midi-Pyrénées, France        |
| 1      | C2     | 21 avril     | Super Série FFSA Nogaro / Coupes de Pâques Aurore               | Circuit Paul Armagnac         | Nogaro      | Midi-Pyrénées, France        |
| 2      | C1     | 17 mai       | Super Série FFSA Dijon / Grand Prix Aurore Dijon-Côte d'Or      | Circuit Dijon-Prenois         | Prenois     | Bourgogne, France            |
| 2      | C2     | 18 mai       | Super Série FFSA Dijon / Grand Prix Aurore Dijon-Côte d'Or      | Circuit Dijon-Prenois         | Prenois     | Bourgogne, France            |
| 3      | C1     | 8 juin       | Super Série FFSA Pau / F3 Grand Prix de Pau                     | Circuit de Pau-Ville          | Pau         | Aquitaine, France            |
| 3      | C2     | 9 juin       | Super Série FFSA Pau / F3 Grand Prix de Pau                     | Circuit de Pau-Ville          | Pau         | Aquitaine, France            |
| 4      | C1     | 21 juin      | Super Série FFSA Val de Vienne / Coupes du Val de Vienne        | Circuit du Val de Vienne      | Le Vigeant  | Poitou-Charentes, France     |
| 4      | C2     | 22 juin      | Super Série FFSA Val de Vienne / Coupes du Val de Vienne        | Circuit du Val de Vienne      | Le Vigeant  | Poitou-Charentes, France     |
| 4      | C3     | 22 juin      | Super Série FFSA Val de Vienne / Coupes du Val de Vienne        | Circuit du Val de Vienne      | Le Vigeant  | Poitou-Charentes, France     |
| 5      | C1     | 13 juillet   | Super Série FFSA Le Mans / Grand Prix Aurore Le Mans            | Circuit Bugatti               | Le Mans     | Pays de la Loire, France     |
| 5      | C2     | 14 juillet   | Super Série FFSA Le Mans / Grand Prix Aurore Le Mans            | Circuit Bugatti               | Le Mans     | Pays de la Loire, France     |
| 6      | C1     | 27 septembre | Super Série FFSA Lédenon / Grand Prix de Nîmes-Lédenon          | Circuit de Lédenon            | Lédenon     | Languedoc-Roussillon, France |
| 6      | C2     | 28 septembre | Super Série FFSA Lédenon / Grand Prix de Nîmes-Lédenon          | Circuit de Lédenon            | Lédenon     | Languedoc-Roussillon, France |
| 7      | C1     | 25 octobre   | Super Série FFSA Magny-Cours / Grand Prix de Nevers Magny-Cours | Circuit de Nevers Magny-Cours | Magny-Cours | Bourgogne, France            |
| 7      | C2     | 26 octobre   | Super Série FFSA Magny-Cours / Grand Prix de Nevers Magny-Cours | Circuit de Nevers Magny-Cours | Magny-Cours | Bourgogne, France            |

## Résultats de la saison 2003
| Manche | Manche | Meeting | Vainqueur SGT | Vainqueur GT | Vainqueur Coupe |
| ------ | ------ | ------- | ------------- | ------------ | --------------- |
| 1      | C1     |         |               |              |                 |
| 1      | C1     |         |               |              |                 |
| 1      | C2     |         |               |              |                 |
| 1      |        |         |               |              |                 |